# Craft (Band)
Craft ist eine schwedische Black-Metal-Band.

## Geschichte
Craft wurde 1994 unter dem Namen Nocta gegründet. Nach einem 1997 aufgenommenen, jedoch nie veröffentlichten Demo ohne Gesangsspuren folgte die Umbenennung in Craft.
1999 wurde das Demo Total Eclipse veröffentlicht, worauf im Jahr 2000 das erste Album Total Soul Rape folgte. Nox, der darauf als Gastsänger mitwirkte, wurde kurz darauf Vollmitglied der Band. Zwei Jahre später folgte das Album Terror Propaganda.
Das dritte Album kam 2005 unter dem Titel Fuck the Universe heraus, an dem Shamaatae von Arckanum mitwirkte. Im selben Jahr wurde Schlagzeuger Daniel Halen aus der Band geworfen. Auf dem vierten Album Void sollte Per „Dirge Rep“ Husebø, der schon für Orcustus, Gehenna, Gorgoroth, Enslaved und Aura Noir spielte, das Schlagzeug übernehmen. Als Bassist wurde Alex angekündigt, der unter dem Pseudonym Phil A. Cirone bei Shining spielt. Gitarren und Schlagzeug wurden 2008 beziehungsweise 2009 eingespielt, das Album erschien 2011.

## Stil und Ideologie
Craft spielt rohen Black Metal im Stil alter Darkthrone, weitere Inspiration stammt ebenso aus der Rockmusik wie dem Metal (unter anderem Burzum, Trelldom, Thorns, Piledriver und Black Sabbath), teilweise der elektronischen Musik, wobei gerade letzteres nicht herauszuhören ist, und alten Craft-Veröffentlichungen. Fuck the Universe ist im Vergleich zu seinen Vorgängern rhythmus- und groove-orienter, was auf die Einflüsse der Band zurückzuführen ist, aber auch darauf, dass diese nicht ständig dieselben Grind-Beats spielen wollte.
Das Logo der Band erinnert an eine invertierte Swastika mit einem feurigen Auge darin, allerdings haben weder Musik noch Musiker rechte oder sonstige politische Bezüge; der Gitarrist Joakim weist darauf hin, dass Nationalsozialismus nicht mit Black Metal vermischbar und National Socialist Black Metal somit eine unangemessene Bezeichnung für entsprechende Musik sei. Die von der Band vertretene Ideologie ist mit dem antikosmischen Satanismus von Bands wie Dissection und Arckanum sowie dem Misanthropic Luciferian Order vergleichbar.

## Diskografie
- 1999: Total Eclipse (Demo)
- 2000: Total Soul Rape
- 2002: Terror Propaganda
- 2005: Fuck the Universe
- 2011: Void
- 2018: White Noise and Black Metal